# Coppa dei Campioni 1958-1959 (pallamano maschile)
La Coppa dei Campioni 1958-1959 è stata la 2ª edizione della massima competizione europea di pallamano riservata alle squadre di club. Il torneo ha avuto inizio l'11 gennaio e si è concluso il 18 aprile 1959. Il titolo è stato conquistato dagli svedesi del Redbergslids per la prima volta nella loro storia sconfiggendo in finale i tedeschi del Frisch Auf Göppingen.

## Risultati

### Primo turno
| Squadra 1            | Risultato | Squadra 2       |
| -------------------- | --------- | --------------- |
| BTV San Gallo        | 28 - 19   | Eschois Fola    |
| Dukla Praga          | n.d.      | Sparta Katowice |
| Frisch Auf Göppingen | 24 - 16   | Olympia Hengelo |
| Granollers           | 17 - 12   | Porto           |
| Helsingør            | 21 - 14   | Union Helsinki  |
| Partizan Bjelovar    | 5 - 17    | Dinamo Bucarest |
| Royal Olympic Club   | 10 - 11   | ASPOM Bordeaux  |

### Quarti di finale
| Squadra 1            | Risultato | Squadra 2      |
| -------------------- | --------- | -------------- |
| Dinamo Bucarest      | 15 - 14   | Dukla Praga    |
| Frisch Auf Göppingen | 31 - 26   | BTV San Gallo  |
| Helsingør            | 34 - 14   | Granollers     |
| Redbergslids         | 26 - 14   | ASPOM Bordeaux |

### Semifinali
| Squadra 1            | Risultato | Squadra 2       |
| -------------------- | --------- | --------------- |
| Frisch Auf Göppingen | 21 - 12   | Dinamo Bucarest |
| Redbergslids         | 22 - 12   | Helsingør       |

### Finale
| Parigi 18 aprile 1959 | Frisch Auf Göppingen | 13 – 18 | Redbergslids |  |